# ماتیاس فلر
ماتیاس فلر (انگلیسی: Mathias Feller; ۱۲ اکتبر ۱۹۰۴ – ۱۶ ژوئن ۱۹۵۳) بازیکن فوتبال اهل لوکزامبورگ بود.
وی همچنین در تیم ملی فوتبال لوکزامبورگ بازی کرده‌است.